# 통치행위
통치행위(統治行爲, Political question)란 국가기관의 행위 가운데 고도의 정치성을 가져서 사법통제에 논란이 있는 행위를 말하는 행정법 · 헌법상 용어이다.
프랑스에서는 이를 통치행위(acte de gouvernement), 독일에서는 재판에서 자유로운 고권행위(rechtswegfreie Hoheitsakte) 또는 통치행위(Regierungsakte), 미국에서는 정치문제(Political question), 영국에서는 대권행위(prerogative) 또는 국가행위(acts of state)라는 이론으로 주장되었고, 또 판례에 의하여 승인되었다.
한국에서는 실질적 법치주의가 확립되고 행정소송에서 개괄주의가 채택되고 있는 이상 통치행위를 인정할 필요가 없다는 견해(통치행위 부정설)도 있으나, 아직은 제한적 긍정설이 다수설이다. 반면에 미국, 영국 등에서는 통치행위가 광범위하게 인정되고 있다.

## 연혁
영국 국왕의 은사권으로부터 유래된 것으로 국왕의 사면권이 이에 해당한다.
현대에 있어서는 대통령의 사면, 계엄선포행위, 의회의 선전포고, 조약체결, 의회운영행위 등이 있다.

## 통치행위의 이론적 근거

### 통치행위 긍정설
- 사법부자제설(프랑스)
- 권력분립설(내제적한계설, 미국)
- 대권행위설(영국) - 통치행위는 국사행위 또는 오로지 정치적 문제로서 국왕의 대권행위이기 때문에 사법심사의 대상이 되지 않는다는 학설로 영국에서 주장됨.
- 재량행위설(합목적성설, 독일ㆍ일본)
- 독자성설

### 제한적 긍정설
대한민국의 다수설로 한국의 헌법재판소는 통치행위 인정여부에 대한 학설들 중에서 사법자제설에 근거하여 통치행위 개념을 긍정하고 있다.

## 통치행위의 주체
대통령, 수상, 의회, 국왕 등이 통치행위를 할 수 있다. 하지만 법원은 이에 해당하지 않는다.

## 판단 과정
법원은 통치행위에 대한 행정소송의 경우 일반 행정소송과 달리 대상적격 충족 여부(소송요건 중)를 판단하여 통치행위라고 판단될 경우 이를 각하한다.

## 가분이론
통치행위 자체는 처벌할 수 없음을 별론으로 하고 통치행위를 수행함에 있어 개별적으로 행하는 행위는 통치행위로부터 분리되어 처벌할 수 있다는 이론이다.
그 예로는 계엄령선포행위(통치행위) 후에 행한 계엄령확대 행위, 대북정상회담 개최(통치행위)와 그와 관련된 대북송금 등이 있다.

## 통치행위의 예제
- 국회의 의결, 선거의 효력, 정족수, 투표의 계산, 국회의 의사, 의원의 자격심사에 관한 쟁송, 의원의 징계 등 국회의 자율에 관한 사항
- 국무위원의 임면 등 행정부 내부사항
- 대통령의 국가승인 내지 정부승인 등 외교에 관한 문제
- 대통령의 선전포고, 계엄령의 선포와 해제시기
- 대통령의 영전수여, 일반사면, 국민투표회부

### 외교권
국내적 정치문제는 야당과 야당 성향의 판사들의 견제로, 통치행위가 매우 소극적으로 인정되는데 비해, 해외에서는 상당히 광범위한 자유재량이 인정된다. 각국의 정보기관들은 해외에서 의회, 사법부의 개입이 없는, 거의 무제한의 자유를 누린다. 오직 대통령, 총리의 통제만 받고 있으며, 대통령, 총리의 지시는 통치행위로 인정되어 일체 사법심사가 배제된다.
한국 헌법재판소 판례는 통치행위도 기본권을 침해하는 경우에는 사법심사가 된다고 하지만, 전세계 각국 정보기관이 의회, 사법부의 통제를 받으며 해외에 비밀파병되어 암살하지는 않는다. 오직 대통령, 총리, 장관 등의 정치적 결단으로 해외에 비밀파병되어 절도, 강도, 도청, 납치, 고문, 암살 등을 일삼는다.

## 각국의 사례들

### 미국
(1) 사법부의 판결이 과도하게 동등한 다른 부의 작용을 방해할 것
(2) 소송의 쟁점의 합법성을 결정하기 위한 관리가능한 기준이 결여되고
(3) 최종성에 대한 필요가 있다 (즉 연방 정부가 관련 문제에 대해 "일치된 목소리"로 말하는 것이 중요한 경우), 그리고
(4) 위헌 행위에 대한 효과적인 법적 구제 수단을 고안하기 어려울 것

#### 판례목록
- 마베리 대 매디슨(1803년) - 통치행위(정치문제)의 기원
- 루더 대 보덴(1849년) - 미국 연방 대법원이 정치문제를 최초로 인정한 사건이다.
- 콜맨 대 밀러(1939년) - 연방 헌법 개정은 정치문제다.
- 콜그로브 대 그린(1946년) - 연방 하원의원 선거구 분배는 정치문제다. (이후에 베이커 대 카에서 판례변경됨)
- 베이커 대 카(1962년) - 연방 하원의원 선거구 분배는 정치문제가 아니다.
- 포웰 대 맥코맥(1969년) - 의원에 대한 자격심사로 의원자격을 박탈하는 의회의 권한은 정치문제가 아니다.
- 골드워터 대 카터(1979년) - 대통령의 조약폐기권은 정치문제다.
- INS 대 차다(1983년) - 상하원 중 한 곳의 입법 거부권의 합헌성은 정치문제가 아니다.
- 닉슨 대 미국(1993년) - 상원의 탄핵권은 정치문제다.

##### 판례
대통령은 거액의 뇌물을 수수한 혐의로 하야하고 수뢰죄로 형사재판을 받고 있었다. 대통령은 대통령이 재임기간 동안 문서 및 지시문 등은 대외비로 법원의 공개명령으로부터 보호받는다고 하며 검찰의 제출명령을 거부하였다. 그러자 법원은
그러나 대통령의 진술, 서류, 대화내용 등이 형사재판을 계속하기 위해서 필요한 반면에, 문서를 제출해야 하는지 문제는 재판에 관한 것이지 정치적인 것은 아니다.

#### 사례
미국은 공산당과 국민당 내전중 국민당을 중국의 정통 정부로 인정하고 국민당 정권의 대사를 임명하고 외교면책특권을 부여하였다. 그런데 새로운 미국 대통령이 공산당 정부를 인정하고 국민당 정부를 더 이상 국가로 인정하지 않기로 결정하고 국민당 정부의 미국대사를 미국에서 추방한다면 이는 통치행위로 사법부의 판단이 적용되지 않을 것이다.
미국은 선출직과 임명직을 구별하여, 임명직으로는 쉽게 내릴 수 없는 결정을 선출직은 결단할 수 있다고 보며, 이러한 선출직의 결단을 "정치적 결단사항"(Political question)라고 보아, 이에 대한 임명직 연방대법관들의 사법심사가 면제되거나 자제되어야 한다고 보는 경향이 있다.
미국 정보기관은 전세계 각국 대통령, 총리, 유엔사무총장 등을 상시 도청해왔다. 이러한 도청은 통치행위에 의한 대통령의 지시이기 때문에, 미국법상 불법이 아니다. 의회와 사법부도 개입하지 못한다. 2013년 3월 새로운 교황을 선출하기 위한 콘클라베에 참석중인 추기경들의 전화, 이메일까지도 NSA가 도청했다고 보도되었다.
미국 정부는 킬 리스트를 작성해 의회와 사법부의 개입없이, 대통령 지령만으로 대테러 작전을 수행하기 위해 비밀리에 해외에 합동특전사, CIA 특수활동부 요원들을 파병하여, 해외의 테러범들을 수색, 체포, 압수, 폭행, 상해, 고문, 살해한다. 전형적인 통치행위이다.

### 영국
영국은 통치행위가 영국왕의 대권행위 또는 국가행위라고 본다. 대권은 대표적으로 은사권이 있다.
영화 007이 유명한 영국에서, 영국 외무부 MI6의 비밀요원인 007은 살인면허를 받아 국내외에서 MI6 국장의 지시하에, 자유롭게 절도, 강도, 폭행, 상해, 납치, 살해를 한다. 전형적인 통치행위의 사례이다. 의회와 사법부가 개입을 못한다. 의회 입법으로 명확하게 성문화 하기도 하였는데, 영국 비밀정보국법(Intelligence Services Act 1994) 제7조는 국외에서 벌어지는 비밀작전이 외무장관의 허가 아래 이뤄지는 경우 형사상 민사상 법적 책임을 지지 않는다고 규정한다. 비밀작전에 7조를 적용해 달라는 요청은 9·11 테러 이후 급증해, 2009년에만 500건의 외무장관 서명이 이뤄졌다.

### 독일
독일 연방정보국(BND)도 미국 NSA와 마찬가지로, 우방국의 대통령, 총리 등을 상시 도청해왔다. 전형적인 통치행위이다. 이를 직접 지시하는 의회 법률도 존재하지 않으며, 도청한 요원을 독일 법무부가 기소하지도 않으며, 독일 법원이 불법도청죄로 처벌하지도 않는다. 오직 앙겔라 메르켈 총리의 정치적 결단사항(Political question)이다.

### 대한민국
- 통치행위를 포함하여 모든 국가작용은 국민의 기본권적 가치를 실현하기 위한 수단이라는 한계를 반드시 지켜야 하는 것이고, 비록 고도의 정치적 결단에 의하여 행해지는 국가작용이라고 할지라도 그것이 국민의 기본권 침해와 직접 관련되는 경우에는 당연히 헌법재판소의 심판대상이 된다고 한다[4]
- 법치주의의 원리상 모든 국가기관은 헌법과 법률에 의하여 기속을 받는 것이므로 국회의 자율권도 헌법이나 법률을 위반하지 않는 범위 내에서 허용되어야 하고 따라서 국회의 의사절차나 입법절차에 헌법이나 법률의 규정을 명백히 위반한 흠이 있는 경우에도 국회가 자율권을 가진다고는 할 수 없다고 한다[5].
- 비상계엄의 선포나 확대가 국헌문란의 목적을 달성하기 위하여 행하여진 경우에는 법원은 그 자체가 범죄행위에 해당하는지의 여부에 관하여 심사할 수 있다.[6]
- 남북정상회담의 개최는 고도의 정치적 성격을 지니고 있는 행위라 할 것이므로 특별한 사정이 없는 한 그 당부를 심판하는 것은 사법권의 내재적, 본질적 한계를 넘어서는 것이 되어 적절하지 못하다고 볼 수도 있다.[7]
- 헌법 제76조의 긴급재정경제명령을 대통령의 '통치행위'로 규정하였다[8]